# NGC 2450
NGC 2450 è una galassia a spirale situata nella costellazione dei Gemelli, a una distanza di circa 241 milioni di anni luce dalla nostra Via Lattea.

## Scoperta
La galassia è stata scoperta il 26 febbraio 1878 dall'astronomo francese Édouard Stephan.

## Descrizione
Il database SIMBAD la classifica come radiogalassia.